# Altikon
Altikon (gzu. Altike) – miejscowość i gmina (Politische Gemeinde) w północnej Szwajcarii, w kantonie Zurych, w okręgu (Bezirk) Winterthur. Leży nad rzeką Thur.

## Demografia
W Altikonie mieszka 729 osób. W 2021 roku 7,5% populacji gminy stanowiły osoby urodzone poza Szwajcarią.

## Transport
Przez teren gminy przebiega droga główna nr 504.